# Milan Špůrek
Milan Špůrek (22. května 1938, Praha – 18. září 2018) byl český geolog, astrolog a publicista, autor desítek odborných i populárně vědeckých prací, zaměřených na geologii i její příbuzné obory; od roku 1989 se však věnoval takřka výhradně astrologii a hermetismu.
Akademické vzdělání získal na Přírodovědecké fakultě Univerzity Karlovy v Praze v oboru geologie, působil jako vědecký pracovník Geologického ústavu Československé akademie věd a mezi lety 1975–1989 v Geofondu. Poté se stal nezávislým publicistou.
Studiu astrologie se věnoval od roku 1969; byl žákem Vratislava Jana Žižky, který v něm vzbudil zájem zejména o astrologii mundánní, která se zabývá politickým děním ve světě. Ve svých knihách se Špůrek pokoušel o využití vědeckých metod v astrologii.
Především v 80. letech upřel Milan Špůrek svou pozornost také k problematice českých menhirů. Vytvořil základní soupis několika desítek objektů, které by mohly být menhiry, a pokusil se prokázat, že mezi nimi existují geometrické a astronomické souvislosti a že se tedy jedná o celek, vzniklý v jednom historickém období – nejspíše v době laténské. Tato hypotéza byla archeology striktně odmítnuta, Špůrkovy články spolu s reakcemi archeologa Karla Sklenáře se však staly velkým impulsem pro další rozvoj bádání o českých megalitech.

## Dílo
- Historical Catalogue of Slide Phenomena. Brno : Geografický ústav ČSAV, 1972. 178 s. Studia geographica; Sv. 19.
- Jehla v kupce sena, aneb Sedm záhad hledá luštitele. Praha : Albatros, 1990. 220 s.
- Astrologie stále živá. Praha : Technický magazín, 1992. 18 s. Příloha T 92.
- Hvězdy a osudy aneb Klíč k moderní astrologii. Praha : Mladá fronta, 1993. 100 s. (V jednom svazku s prací D. Fischerové Znamení aneb Dvanáct etap vývoje). ISBN 80-204-0320-5.
- Indická astrologie. Praha : Vodnář, 1995. 156 s. ISBN 80-85255-58-8.
- Hovory o astrologii. Praha : Vodnář, 1995. 192 s. ISBN 80-85255-86-3
- Praga mysteriosa : tajemství pražského slunovratu. Praha : Eminent, 1996. 132 s. ISBN 80-85876-06-X. Souběžný anglický a německý text.
- Encyklopedie západní astrologie. Praha : Vodnář, 1997. 457 s. ISBN 80-85255-89-8
- Předehra k mlčení. Praha : Primus, 1999. 334 s. ISBN 80-85625-91-1. (Pozn. autorova románová prvotina)
- Praga mysteriosa. 2., opr., dopl. a rozš. vydání. Praha : Krásná paní, 2002. 247 s. ISBN 80-903076-4-7. Souběžný anglický text. Svaz podnikatelů v polygrafickém průmyslu vyhlásil tuto publikaci Nejkrásnější českou knihou roku 2002.
- Tajemné rytmy dějin. Praha : Eminent, 2006. 215 s. ISBN 80-7281-243-2
- Poslední večeře : Leonardův hermetický obraz a jeho výklad. Praha : Eminent, 2007. 126 s. ISBN 978-80-7281-332-2